# Alt Sührkow
Alt Sührkow es un municipio situado en el distrito de Rostock, en el estado federado de Mecklemburgo-Pomerania Occidental (Alemania), a una altitud de 10 metros. Su población a finales de 2016 era de 404 habs. y su densidad poblacional, 16 hab/km².
Se encuentra ubicado junto a la frontera con el distrito Llanura Lacustre Mecklemburguesa.